# Alta Dahlgren
Anna "Alta" Dahlgren, född 15 februari 1868 i Vasa, död 26 januari 1908 i Norge, var en finländsk författare och redaktör. Hon använde sig av pseudonymerna Alta och A.D.
Dahlgren verkade som medhjälpare och redaktör vid ett flertal tidningar, bland annat vid barntidningarna Sländan och Sirkka. Dahlgren verkade som barnboksrecensent och skrev både poesi och berättelser. Dahlgrens novellsamling Små stugor utkom 1894. Dahlgren var en nära vän till familjen Topelius, både Toini och Zacharias. 

## Biografi
Alta Dahlgren var dotter till Thora Jansson och J. E. Dahlgrén. Dahlgren blev vid tre års ålder föräldralös, och det var hennes farmor som tog hand om henne. Dahlgren utbildades vid Vasa fruntimmersskola och studerade sedan vid Fortbildningsläroverket i Helsingfors. På grund av lungsjukdom tvingades hon avbryta sina studier. Hon sökte botemedel för sjukdomen och bodde därför i Tyskland, där hon bland annat studerade naturmedicin.
Från mitten av 1890-talet och framåt vistades hon på Björkudden. När Zacharias Topelius dog bodde hon delvis hos Toini Topelius i Norge samt i Nykarleby tillsammans med en äldre kvinna vid namn Maja. Hon tillbragte vintern 1904–1905 hos sin nära vän Elin Waldén i Hangö.
Dahlgren var del av Nya Trollsländans redaktion 1891–1892. Hon publicerade skisser och resebrev i flera tidningar, som Helsingsfors Dagblad, Nutid och Folkets blad under åren 1890–1895. Hennes dikter publicerades också i Humanitas.
Tillsammans med Vera Hjelt startade hon 1895 barntidningarna Sländan och Sirkka.
Efter Dahlgrens död skrev Ellen Key en minnesruna över henne i Nutid.